# Athrotaxis selaginoides
Espèce
Synonymes
- Athrotaxis alpina Van Houtte ex Gordon[2]
- Athrotaxis gunneana Hook. ex Carrière[2]
- Athrotaxis imbricata Carrière[2]
- Athrotaxis selaginoides var. pyramidata Mouill.[2]
- Cunninghamia selaginoides Zucc.[2]

Statut de conservation UICN

 VU A2cd; B1ab(ii,iii,v)+2ab(ii,iii,v) : Vulnérable
Athrotaxis selaginoides est une espèce de gymnospermes de la famille des Cupressaceae et de sous famille des Athrotaxidoideae. Il est endémique de la Tasmanie où on le trouve en altitude dans les forêts tempérées humides. 

## Habitat
Il est endémique de la Tasmanie où on le trouve en altitude notamment dans les forêts tempérées humides.

## Synonymes
Cette espèce a pour synonymes :
- Athrotaxis alpina Van Houtte ex Gordon[2]
- Athrotaxis gunneana Hook. ex Carrière[2]
- Athrotaxis imbricata Carrière[2]
- Athrotaxis selaginoides var. pyramidata Mouill.[2]
- Cunninghamia selaginoides Zucc.[2]

## Liste des variétés
Selon Tropicos (9 août 2018) :
- variété Athrotaxis selaginoides var. pyramidata Mouill.